# Tom Godwin
Thomas William Godwin (geboren am  6. Juni 1915; gestorben am 31. August 1980 in Las Vegas) war ein US-amerikanischer Science-Fiction-Autor.

## Leben
Godwin hatte zeitlebens mit Schwierigkeiten zu kämpfen. Wegen einer Familientragödie konnte er die Schule nicht beenden, eine Rückgratverkrümmung (Kyphose) beendete seine militärische Laufbahn, er war Alkoholiker und litt besonders während der letzten Jahre seines Lebens unter chronischen Schmerzen.
Sein bekanntestes Werk ist die Kurzgeschichte The Cold Equations (1954), nach seiner Erstveröffentlichung (The Gulf Between, 1953) die vierte veröffentlichte Erzählung Godwins.
Sie gilt als ein typisches Beispiel für die Hard SF der 1950er Jahre und wurde in The Science Fiction Hall of Fame, Volume One, Robert Silverbergs 1970 erschienene Anthologie klassischer Science-Fiction aufgenommen und anderweitig auch vielfach anthologisiert.
Sie war Grundlage für Episoden der Fernsehserien Out of This World (Cold Equations, Staffel 1, Episode 4, 1962) und The Twilight Zone (The Cold Equations, Staffel 3, Episode 16, 1989, deutscher Titel Einer zuviel an Bord) und einen Fernsehlfilm (The Cold Equations, 1996, deutscher Titel Emergency in Space - Notfall im All).
Die Geschichte handelt von einem Mädchen, das sich an Bord eines 1-Mann-Raumschiffs schmuggelt, das einen dringend benötigten Impfstoff zu einer Minenkolonie bringen soll. Das zusätzliche Gewicht des blinden Passagiers würde die Mission und damit das Überleben vieler in der Kolonie gefährden. Die „kalten Gleichungen“ der Physik lassen keine andere Lösung als den Tod des Mädchens zu.
Außer gut zwei Dutzend Kurzgeschichten schrieb Godwin drei Romane, von denen zwei in deutschen Heftromanfassung erschienen sind. Sie gelten als Beispiele routinierter Space Opera.

## Bibliografie
Ragnarok-Serie
- The Survivors, Gnome Press (1958)
  - Deutsch: Sie starben auf Ragnarok. Übersetzt von Günter Martell. Moewig (Terra Sonderband #34), München 1960, DNB 455021139.
- The Space Barbarians (1964)
  - Deutsch: Die Barbaren von Ragnarok. Übersetzt von Walter Brumm. Pabel (Terra Taschenbuch #205), Rastatt 1973, DNB 730378705.

Einzelroman
- Beyond Another Sun (1971)

Sammlung
- The Cold Equations & Other Stories (2003)

Kurzgeschichten
- The Gulf Between (1953)
- Mother of Invention (1953)
- The Greater Thing (1954)
- The Cold Equations (1954)
  - Deutsch: Die unerbittlichen Gesetze, (im Inhaltsverzeichnis; als  Überschrift: Die unsterblichen Gesetze). Übersetzt von Franziska Zinn. In: Robert Silverberg & Wolfgang Jeschke (Hrsg.): Titan 15. Heyne (Heyne SF&F #3787), München 1981, ISBN 3-453-30688-0.
- No Species Alone (1954)
- You Created Us (1955)
- The Barbarians (1955)
- Operation Opera (1956)
- Brain Teaser (1956)
- Too Soon to Die (1957)
- The Harvest (1957)
- The Last Victory (1957)
- The Nothing Equation (1957)
- The Wild Ones (1958)
- My Brother The Ape (1958)
- Cry From a Far Planet (1958)
- A Place Beyond the Stars (1959)
- Empathy (1959)
- The Helpful Hand of God (1961)
  - Deutsch: Zuflucht. Übersetzt von Robert Arol oder Horst Mayer. In: Lore Matthaey (Hrsg.): Der Fall Sagginer. Moewig (Utopia #499), München 1966, DNB 458495956.
- … and Devious the Line of Duty (1962)
- Desert Execution (1967)
- The Gentle Captive (1972)
- We'll Walk Again the Moonlight (1974)
- Backfire (1975)
- The Steel Guardian (1977)
- Social Blunder (1977)
- Before Willows Ever Walked (1980)
  - Deutsch: Noch ehe die Rosen Dornen hatten. Übersetzt von Biggy Winter. In: Manfred Kluge (Hrsg.): Das Zeitsyndikat. Heyne (Heyne SF&F #3845), München 1981, ISBN 3-453-30774-7.